# Philothée O'Neddy
Philothée O'Neddy (vero nome Théophile Dondey de Santeny; Parigi, 30 gennaio 1811 – Parigi, 19 febbraio 1875) è stato un poeta e scrittore francese, facente parte del gruppo dei «petit romantiques».

## Biografia
Di modesta condizione sociale, si guadagnò la vita come piccolo funzionario al ministero delle finanze. Nell'agosto del 1833 pubblicò Feu et flamme, raccolta di poesie che non ottenne alcun successo ma che ben traduce l'atmosfera del movimento Jeunes-France, gruppuscolo romantico degli anni attorno al 1830, al quale O'Neddy appartiene con Théophile Gautier, Gérard de Nerval e Petrus Borel. Ha egualmente scritto romanzi d'amore dimenticati e un dramma inedito.

## Opere
- Feu et flamme,1833
- L'histoire d'un anneau enchanté, roman de chevalerie, 1844
- Le Lazare de l'amour, 1843
- Poésies posthumes